# Банда-Шакті
Банда-Шакті — район у Лхоксеумаве, Ачех, Індонезія.

## Адміністративний поділ
назва села (Гампонг) знаходиться в районі Банда-Шакті
- Гампонг Tumpok Teungoh (поштовий індекс: 24311)
- Гампонг Simpang Empat (поштовий індекс: 24313)
- Гампонг Лхоксемаве (поштовий індекс: 24314)
- Гампонг Pusong Baru (поштовий індекс: 24314)
- Гампонг Kampung Jawa Baru (поштовий індекс: 24315)
- Гампонг Banda Masem (поштовий індекс: 24351)
- Гампонг Hagu Barat Laut (поштовий індекс: 24351)
- Гампонг Hagu Selatan (поштовий індекс: 24351)
- Гампонг Hagu Teungoh (поштовий індекс: 24351)
- Гампонг Kampung Jawa Lama (поштовий індекс: 24351)
- Гампонг Keude Aceh (поштовий індекс : 24351)
- Гампонг Kuta Blang (поштовий індекс : 24351)
- Гампонг Lancang Garam (поштовий індекс : 24351)
- Гампонг Mon Geudong (поштовий індекс : 24351)
- Гампонг Pusong Lama (поштовий індекс : 24351)
- Гампонг Ujong Blang (поштовий індекс : 24351)
- Гампонг Ulee Jalan (поштовий індекс : 24351)
- Гампонг Uteun Bayi (поштовий індекс : 24351)